# Lolangkok
Lolangkok (kod Hodgea Lolanko; Lholhankok, isto i Bull Creek Sinkyone) /u synkione jeziku lolanko je naziv za Bull Creek/, dio Sinkyone Indijanaca koji su obitavali u dolini Eel Rivera na Bull Creeku i Salmon Creeku u današnjem okrugu Humboldt u Kaliforniji. Njihova zemlja danas pripada nacionalnom parku Humboldt Redwoods. Prema proučavanjima provedenim 1920.-tih godina populacija im je 1850. iznosila preko 2.000, da bi ih 1910 preostalo tek oko stotinu, a pronađeni su tragovi petnaest sela na području parka. Većina podataka koja je poznata o njima potječu od dva pripadnika ovog plemena, to su George Burt i Jack Woodman.

## Etnografija
Imali su tri ili više sezonska sela u kojima su živjeli. U kasno proljeće i ranu jesen išlo se u lov na crnorepog jelena (Odocoileus columbianus) i roosveltovog vapitija (Cervus canadensis roosevelti), jelena iz porodice Cervidae. Ostala divljač koju su hvatali su medvjed, rakun, zec i ptice. U ribolov su odlazili u jesensko doba. Tada su živjeli u privremenim ribarskim selima i hvatali losose i kalifornijsku pastrvu u South Fork Eel Riveru.
Žir je bio osnovna prehrambena namirnica, sirovina za izradu brašna. Njega je mogao mijenjati i divlji kalifornijski kesten kojeg su nazivali lah-se. U prehranu su ulazili i prženi skakavci i puževi-golači koje su nazivali nah-tos.
Materijalna kultura: Sekvoja ima važnu ulogu u izradi nastambi, to su lean-to, sklonište s tri zida i jednom otvorenom stranom,  to je struktura izrađena od ploča kore drveta sekvoje. Sekvoja se koristila i za izradu kanua. Košare su izrađivali od biljnih vlakana, a unutrašnja kora vrbe služila je kao analgetik.
Obitelj kod Lolangoka je monogamna. ratovi su bili rijetki, a vodili su se protiv Mattola na zapadu i Wailakija na jugu